# 国鉄タキ17900形貨車
国鉄タキ17900形貨車（こくてつタキ17900がたかしゃ）は、かつて日本国有鉄道（国鉄）及び1987年（昭和62年）4月の国鉄分割民営化後は日本貨物鉄道（JR貨物）に在籍した私有貨車（タンク車）である。

## 概要
本形式は、アルミナ専用の35t 積タンク車として1969年（昭和44年）12月10日から1975年（昭和50年）7月11日にかけて13両（タキ17900 - タキ17912）が日立製作所、日本車輌製造の2社にてそれぞれ製作された。
本形式の他にアルミナを専用種別とする形式は、タキ2000形（44両）、タキ6400形（75両）、タキ7400形（29両）、タキ8400形（15両）、タキ8450形（7両）、タキ10500形（1両）、ホキ3000形（8両）、ホキ4050形（5両、その後ホキ3000形へ改番）の8形式がある。
所有者は、昭和電工の1社のみでありその常備駅は東海道本線貨物支線（通称高島線）の新興駅、長野県の塩尻駅であった。その後常備駅は新興駅に統一された。
荷役方式はタンク上部にある積込口（タキ17900のみ5箇所、他は6箇所）からの上入れ、エアスライド式による下出し式である。
車体色は黒色、寸法関係は全長は12,800mm、全幅は2,620mm、全高は3,550mm、台車中心間距離は8,900mm、自重は14.9t、換算両数は積車5.0、空車1.6であり、台車タキ17900 - タキ17906はベッテンドルフ式のTR41C、タキ17907 ,タキ17908は平軸受・コイルばね式のTR41E-12、タキ17909以降はコロ軸受・コイルばね式のTR225である。
1987年（昭和62年）4月の国鉄分割民営化時には全車がJR貨物に継承されたが、2000年（平成12年）6月に最後まで在籍した12両（タキ17900 - タキ17902 ,タキ17904 - タキ17912）が廃車となり同時に形式消滅となった。

### 年度別製造数
各年度による製造会社と両数、所有者は次のとおりである。
- 昭和44年度 - 3両
  - 日立製作所 3両 昭和電工（タキ17900 - タキ17902）
- 昭和45年度 - 4両
  - 日立製作所 4両 昭和電工（タキ17903 - タキ17906）
- 昭和49年度 - 2両
  - 日本車輌製造 2両 昭和電工（タキ17907 ,タキ17908）
- 昭和49年度 - 4両
  - 日本車輌製造 4両 昭和電工（タキ17909 - タキ17912）